# Impatiens sarawakensis
Impatiens sarawakensis är en balsaminväxtart som beskrevs av Tatemi Shimizu. Impatiens sarawakensis ingår i släktet balsaminer, och familjen balsaminväxter. Inga underarter finns listade i Catalogue of Life.